# Jefferson Davis Parish
Das Jefferson Davis Parish (französisch Paroisse de Jefferson Davis) ist ein Parish im Bundesstaat Louisiana der Vereinigten Staaten. Im Jahr 2010 hatte das Parish 31.594 Einwohner und eine Bevölkerungsdichte von 18,7 Einwohner pro Quadratkilometer. Der Verwaltungssitz (Parish Seat) ist Jennings.

## Geographie
Das Parish liegt im Südwesten von Louisiana, ist im Westen etwa 60 km von Texas, im Süden etwa 40 km vom Golf von Mexiko entfernt und hat eine Fläche von 1706 Quadratkilometern, wovon 16 Quadratkilometer Wasserfläche sind. Es grenzt an folgende Parishes:
| Beauregard Parish | Allen Parish   | Evangeline Parish |
| Calcasieu Parish  |                | Acadia Parish     |
|                   | Cameron Parish | Vermilion Parish  |

## Geschichte

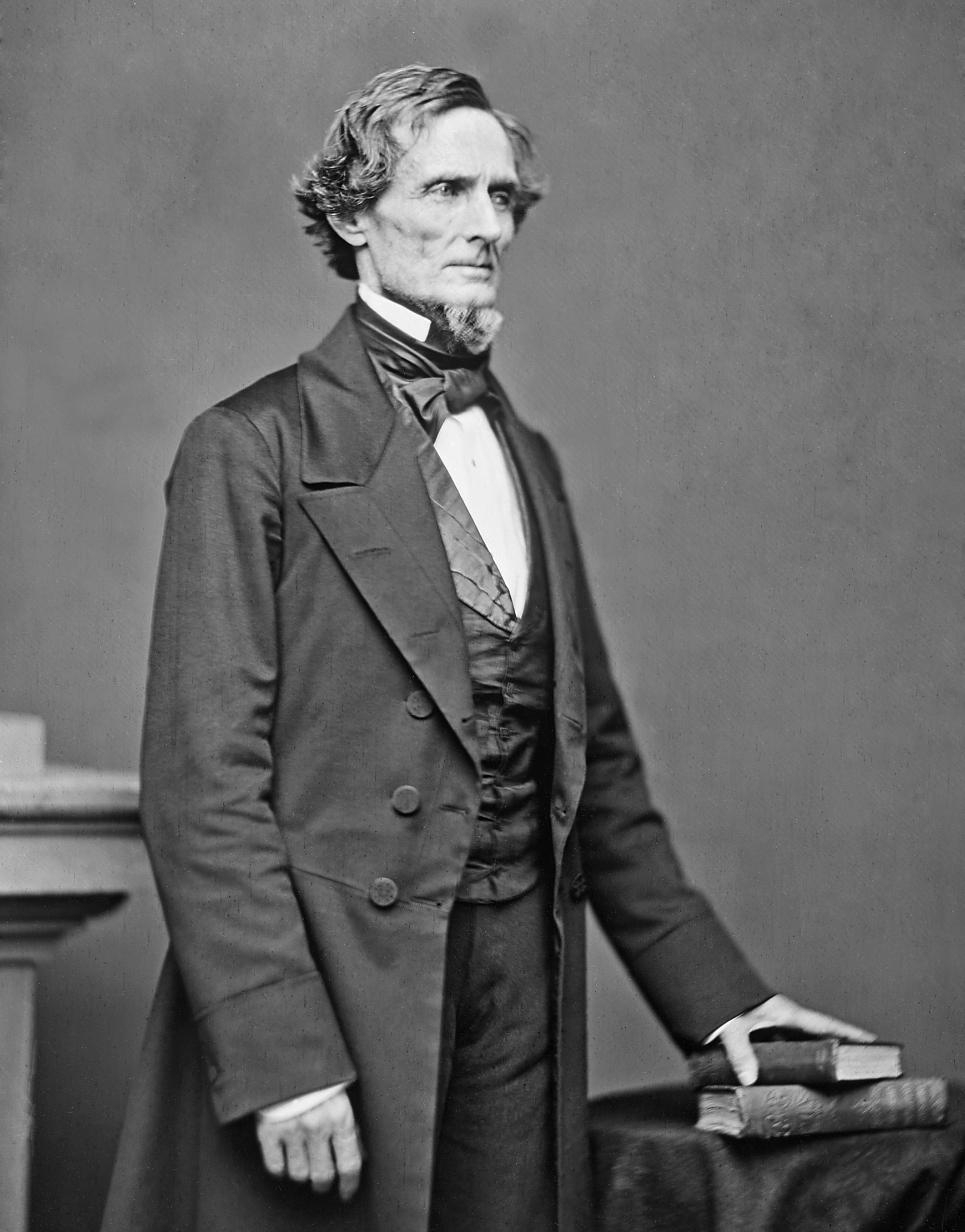
J. Davis

Das Jefferson Davis Parish wurde 1912 aus Teilen des Calcasieu Parish gebildet. Benannt wurde es nach Jefferson Davis, dem ersten und einzigen Präsidenten der Konföderierten Staaten von Amerika.
19 Bauwerke und Stätten des Parish sind im National Register of Historic Places eingetragen (Stand 5. November 2017).

## Demografische Daten
Nach der Volkszählung im Jahr 2000 lebten im Jefferson Davis Parish 31.435 Menschen in 11.480 Haushalten und 8.529 Familien. Die Bevölkerungsdichte betrug 19 Einwohner pro Quadratkilometer. Ethnisch betrachtet setzte sich die Bevölkerung zusammen aus 80,60 Prozent Weißen, 17,79 Prozent Afroamerikanern, 0,38 Prozent amerikanischen Ureinwohnern, 0,19 Prozent Asiaten, 0,01 Prozent Bewohnern aus dem pazifischen Inselraum und 0,20 Prozent aus anderen ethnischen Gruppen; 0,82 Prozent stammten von zwei oder mehr Ethnien ab. 0,99 Prozent der Bevölkerung waren spanischer oder lateinamerikanischer Abstammung, die verschiedenen der genannten Gruppen angehörten.
Von den 11.480 Haushalten hatten 37,2 Prozent Kinder und Jugendliche unter 18 Jahre, die bei ihnen lebten. 56,8 Prozent waren verheiratete, zusammenlebende Paare, 13,7 Prozent waren allein erziehende Mütter, 25,7 Prozent waren keine Familien, 22,6 Prozent waren Singlehaushalte und in 10,7 Prozent lebten Menschen im Alter von 65 Jahren oder darüber. Die Durchschnittshaushaltsgröße betrug 2,70 und die durchschnittliche Familiengröße lag bei 3,18 Personen.
Auf das gesamte Parish bezogen setzte sich die Bevölkerung zusammen aus 29,3 Prozent Einwohnern unter 18 Jahren, 9,1 Prozent zwischen 18 und 24 Jahren, 27,3 Prozent zwischen 25 und 44 Jahren, 21,0 Prozent zwischen 45 und 64 Jahren und 13,3 Prozent waren 65 Jahre alt oder darüber. Das Durchschnittsalter betrug 34 Jahre. Auf 100 weibliche Personen kamen statistisch 92,5 männliche Personen. Auf 100 Frauen im Alter von 18 Jahren oder darüber kamen 87,5 Männer.
Das jährliche Durchschnittseinkommen eines Haushalts betrug 27.736 USD, das Durchschnittseinkommen der Familien betrug 33.129 USD. Männer hatten ein Durchschnittseinkommen von 28.279 USD, Frauen 18.668 USD. Das Prokopfeinkommen betrug 13.398 USD. 18,1 Prozent der Familien 20,9 Prozent der Bevölkerung lebten unterhalb der Armutsgrenze. Davon waren 25,4 Prozent Kinder oder Jugendliche unter 18 Jahre und 19,9 Prozent waren Menschen über 65 Jahre.

## Orte im Parish
- Barnsdall
- Buller
- China
- Edna
- Elton
- Fenton
- Fontenot
- Foremans Hall
- Hathaway
- Jennings
- Lacassine
- Lake Arthur
- Niblett
- Panchoville
- Pine Island
- Raymond
- Roanoke
- Silverwood
- Thornwell
- Topsy
- Verret
- Welsh
- Woodlawn